# سليم عزام
سليم عزام (1919-2007) هو مصور فلسطيني، ولد في مدينة حيفا وأكمل دراسته للصف الخامس الإبتدائي في مدارسها، ثم عمل في شركة نفط العراق في حيفا "شركة الريفنري" وتعرف على أسرار مهنة التصوير عن طريق مراسلته لإحدى الشركات في إنجلترا، بعد ذلك هجرهو وعائلته من حيفا إلى دار المطران في الناصرة بسبب النكبة عام 1948، وبدأ عمله الفعلي في مهنة التصوير مع بداية إستصدار بطاقات الهوية، وهو أول من عمل بمهنة التصوير في الناصرة، وكان يستقبل الناس لتصويرهم في بيته بإتباع طريقة تحميض الصور، افتتح الأستديو الخاص به فوتو نبيل في نهاية عام 1947 في سوق الناصرة أو ما يعرف بسوق الروم واستمر في المهنة حتى وفاته. 